# Rhopalomyia lonicera
Rhopalomyia lonicera är en tvåvingeart som beskrevs av Ephraim Porter Felt 1925. Rhopalomyia lonicera ingår i släktet Rhopalomyia och familjen gallmyggor.
Artens utbredningsområde är Kalifornien. Inga underarter finns listade i Catalogue of Life.